# 笹成稀多郎
笹成 稀多郎（ささなり きたろう、1972年-）は、ゲームシナリオライター、作曲家。別名、伊藤河伯。

## 略歴
東京音楽大学作曲芸術専攻中退、パン・スクール・オブ・ミュージック中退。かつてはシムス株式会社にサウンドデザイナーとして在籍し、その後株式会社キッドでのスクリプター／シナリオライターを経て、フリーとなる。
代表作としては、サウンド担当としてデジモンアドベンチャー　アノード／カソードテイマー、ステラアサルトSS、まぼろし月夜。シナリオ担当として、まぼろし月夜、Ever17 -the out of infinity-、THE IDOLM@STERがある。